# Milena montenegrói királyné
Milena montenegrói királyné, született Milena Vukotić (szerbül: Краљица Милена Вукотић, Петровић Његош / Kraljica Milena Vukotić, Petrović Njegoš; Čevo, 1847. május 4. – Antibes, 1923. március 16.) a Petrović-Njegoš-házból származó I. Miklós montenegrói király feleségeként előbb 1860–1910 között Montenegró fejedelemnéje, majd 1910–1918 között királynéja. Férje távollétében 1869-ben és 1883-ban is az ország régense.

## Élete

### Származása és gyermekkora
Milena Vukotić 1847. május 4-én – a julián naptár szerint április 22-én – született a Cetinjéhez közeli Čevo faluban Petar Vukotić vojvoda, szenátor és Jelena Vojvodić leányaként. Petar Vukotić harcolt a montenegrói–oszmán háborúkban, tagja és alelnöke volt a montenegrói szenátusnak. A kiterjedő birtokokkal rendelkező vojvoda szövetséget kötött egyik harcostársával, Mirko Petrović-Njegošsal, II. Dániel montenegrói fejedelem testvérével; a szövetség megerősítéseként 1853-ban eljegyezték gyermekeiket, az akkor csupán hat éves Milenát és a tizenkét esztendős Miklóst. II. Dániel fejedelemnek egyetlen leánya volt, örököse pedig a túl heves vérmérsékletűnek tartott fivére helyett unokaöccse, Miklós volt.
Anyja halála után, 1856-ban Milena majdani apósa kérésére elhagyta az apai házat, és a Petrović-Njegošok cetinjei udvarába költözött, ahol együtt nevelkedett Mirko Petrović-Njegoš leányával, Anastazijával. A kor szokásainak megfelelően csak igen szegényes oktatásban részesült, írni-olvasni például nem tudott. Vőlegénye családjával szoros, jó kapcsolata alakult ki – I. Miklós visszaemlékezése szerint „anyám és apám saját leányukként szerették. Megboldogult [Dániel] nagybátyám is nagyon szerette, és saját gyermekének tekintette, [Milena] pedig minden szempontból szeretettel és tisztelettel viseltetett irányába. Gyönyörű, kedves, bájos és odaadó teremtés volt.” Milena vőlegénye 1852-től Triesztben, majd 1856-tól Párizsban tanult, így a jegyespár a házasságkötésükig tartó négy évben alig találkozott.

### Házassága és gyermekei
1860. augusztus 12-én II. Dániel fejedelem merényletben életét vesztette. Az utódjául már 1857-ben kijelölt Miklós herceg – valószínűleg egészségi okokból – eddigre visszatért Párizsból. Csaknem közvetlenül beiktatását követően a tizenkilenc éves fejedelem súlyos tüdőgyulladást kapott; menyasszonya odaadóan virrasztott betegágya mellett. A fejedelem felgyógyulása után az esküvő mihamarabbi megtartásáról döntöttek azért, hogy az ország nehogy trónörökös nélkül maradjon. Petar Vukotić személyesen vezette a montenegrói küldöttséget Szentpétervárra, hogy az ország legfőbb szövetségesének számító II. Sándor orosz cárt értesítsék a frigyről.
Az egyszerű, csendes keretek között tartott menyegzőre 1860. november 8-án került sor a 15. századi, apró Vlach templomban. A friss házasok a Biljarda palotában rendezték be otthonukat; a középkori erődökre emlékeztető épület 1867-ig volt a család lakhelye. A família ekkor átköltözött az eredetileg a Darinka özvegy fejedelemasszony számára építtetett cetinjei királyi palotába.
Az első gyermek megszületésére négy évet, 1864 decemberéig kellett várni; ezután „megkezdődött a születések hosszú sora.” I. Miklósnak és Milenának összesen tizenkét gyermeke – kilenc leány és három fiú – jött világra, közülük tízen érték meg a felnőttkort. A leányok, a két legfiatalabb hercegnő, Xénia és Vera kivételével, amint betöltötték a megfelelő életkort, elhagyták a családi fészket, és a szentpétervári Szmolnij Intézetben, az orosz nemesi kisasszonyok számára fenntartott iskolában tanultak, mert otthon nem jutottak volna rangjukhoz méltó oktatáshoz. A hercegnők minden költségét, a ruházkodást is beleértve, a mindenkori orosz cár állta.

#### Gyermekei
- Ljubica „Zorka” (1864–1890), férje Karađorđević Péter szerb herceg, utóbb szerb király;
- Vidoszava „Milica” (1866–1951), férje Pjotr Nyikolajevics orosz nagyherceg;
- Anasztázia „Sztana” (1868–1935), első férje György leuchtenbergi herceg, második férje ifjabb Nyikolaj Nyikolajevics orosz nagyherceg;
- Mária „Marica” (1869. március 29. – 1885. május 7.), fiatalon elhunyt tuberkulózisban;[16]
- Dániel (1871–1939), Montenegró trónörököse, 1921-ben lemondott trónigényéről öccse javára, felesége Jutta mecklenburg–strelitzi hercegnő, az ortodox keresztségben Milica, nem születtek gyermekei;
- Ilona (1873–1952), 1900–1946 között Olaszország királynéja, férje III. Viktor Emánuel olasz király;
- Anna (1874–1971), férje Ferenc József battenbergi herceg;
- Zsófia (1876. május 2. – 1876. június 14.);
- Mirkó Demeter (1879–1918), felesége Natalija Konstantinović, öt fia született;
- Xénia (1881–1960);
- Vera (1887–1927);
- Péter (1889–1932), felesége Violet Wegner, az ortodox keresztségben Ljubica; nem születtek gyermekei.

### Montenegrói uralkodónéként

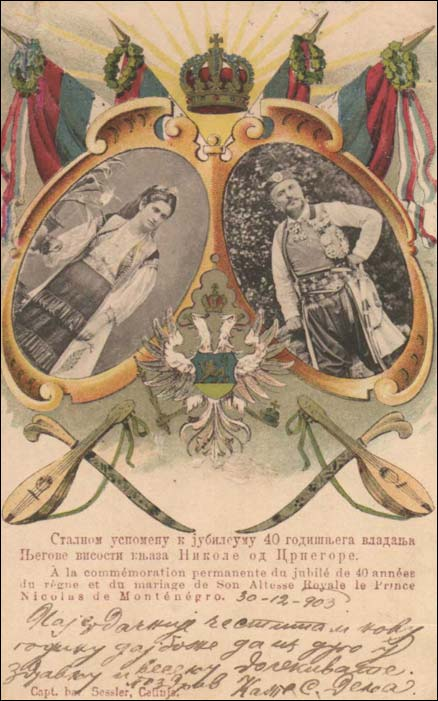
A fejedelmi pár uralkodásának 40. évfordulóját ünneplő képeslap

Fejedelemnéként Milena eleinte nehéz, mellőzött helyzetben volt. II. Dániel özvegye, a társaságkedvelő és a reprezentatív feladatokban igen otthonosan mozgó Darinka montenegrói fejedelemné jó viszonyban volt I. Miklóssal, így könnyen háttérbe szoríthatta a serdülőkorú, tapasztalatlan fiatalasszonyt. A fejedelem sietett teljesíteni nagynénje óhajait, és fedezte utazásainak, luxusbevásárlásainak tetemes költségeit. Darinka özvegy fejedelemasszony lekezelő bánásmódja mellett Milena alávetett szerepét erősítette, hogy a királyi palotába beköltöző apósa és anyósa is elvárták tőle a hagyományos feleségideálnak megfelelő engedelmességet és szerénységet. A fiatal fejedelemné helyzete 1864-ben, első leányának születésével könnyebbedett, és a további gyermekek érkezésével tovább javult. Darinka özvegy fejedelemasszony ezzel párhuzamosan fokozatosan kegyvesztetté lett túlköltekezése és a kormányügyekbe való beavatkozása miatt, viszonya I. Miklóssal és annak befolyásos apjával elmérgesedett. A közvélemény is ellene és fivérei ellen fordult veszteséges vállalkozásaik miatt; mindez odáig vezetett, hogy 1867-ben az özvegy fejedelemasszony elhagyta Montenegrót.
Milena fejedelemné pozíciója megerősödött: férje 1868–1869-es osztrák–magyar, illetve oroszországi utazása alatt ő kormányozta az országot régensként; 1877 szeptemberében pedig a fejedelem őrá bízta, hogy a királyi palota erkélyéről hirdesse ki az alant összegyűlt tömegnek Nikšić bevételét. Úgyszintén régens volt I. Miklós 1883-as konstantinápolyi látogatása alatt; 1899-ben pedig a fejedelemné is elutazott az oszmán fővárosba II. Abdul-Hamid oszmán szultán meghívására. Az oszmánokkal jó kapcsolat kialakítására törekvő I. Miklós rábeszélésre a vonakodó Milena fejedelemné megtekintette a szultán háremét.
Nyilvános megjelenései alkalmával a fejedelemné előszeretettel öltött nemzeti viseletet. A szerény, jólelkű uralkodóné nagy népszerűségnek örvendett alattvalói körében – egy 1910-es kiadvány szerint „Milena fejedelemasszonyt jósága és nemes szíve miatt a montenegrói nép a nemzet anyjának nevezte el.”
1910. augusztus 28-án, uralkodásának ötvenedik évében I. Miklós fejedelemségből királysággá nyilvánította át országát; Milena ilyenformán királyné lett.
Az első világháború alatt leányaival, Xéniával és Verával ápolta a sebesült katonákat. 1916. január 11-én az uralkodócsalád a védelem megszervezésével megbízott Mirkó herceg kivételével elmenekült a fővárosból a Cetinjéhez közeledő osztrák–magyar csapatok elől. Január 19-én a család és kísérete elhagyta az országot is. A família Nápolyban keresett menedéket; itt I. Miklós király emigráns kormányt alakított. A világháborút követően a szerbek megszállták Montenegrót, majd az 1918. novemberi podgoricai nemzetgyűlés határozata kimondta I. Miklós trónfosztását, illetve Szerbia és Montenegró egyesítését a Karađorđević-ház uralma alatt. A szerb annexióval Montenegró megszűnt önálló és független királyságként létezni; I. Miklós és Milena pedig elveszítették trónjukat, noha I. Miklós soha nem ismerte el Montenegró és Szerbia egyesülését.

### Száműzetésben, halála és temetése
A száműzött uralkodópár és két leánya, Xénia és Vera hercegnők mintegy öt évig Nápolyban éltek, 1921-ben költöztek Franciaországba: előbb Mérignacba, majd Antibes-be. I. Miklós még ebben az évben elhunyt; királyi címét és a dinasztia fejének szerepét elsőszülött fiúként Dániel herceg örökölte, ő azonban néhány napon belül lemondott trónigényéről unokaöccse, Mihály montenegrói herceg javára (Mihály herceg apja, Mirkó herceg még 1918-ban meghalt egy bécsi szanatóriumban). A kiskorú Mihály mellé címzetes régensnek az özvegy Milena királynét nevezték ki. 1921 júniusában lemondott az emigráns montenegrói kormány miniszterelnöke, a szerbekkel történő egyesülést hevesen ellenző Jovan Plamenac. Régensként Milena királyné nevezte ki az utódját előbb Milutin Vučinić, az ő hirtelen halála után pedig Anto Gvozdenović tábornok személyében.
Milena királyné néhány hetes súlyos betegség után 1923. március 16-án hunyt el a franciaországi Antibes-ben. A régensi tisztet Mihály herceg mellett Anto Gvozdenović viselte 1929-ig. A néhai királynét az olaszországi Sanremo ortodox templomában temették el, férje mellé. A rendszerváltás után, 1989 októberében az egykori király végakaratának megfelelően a házaspár és két legkisebb leányuk maradványait Montenegróba szállították, és újratemették a ćipuri udvari kápolnában. A közel háromórás ortodox szertartáson Montenegró lakosságának több, mint a negyede részt vett.
Az ország függetlenségéért küzdő montenegrói emigrációnak a néhai király halála jelentette a legsúlyosabb csapást. A belső ellentétekkel is küzdő royalista mozgalom Milena királyné halálával és az emigráns kormány feloszlatásával tovább veszített erejéből. A királyi család is megosztottá vált a szerbek és a Karađorđević-ház uralmának elismerésében: Péter herceg 1923 szeptemberében egyezett meg a belgrádi kormánnyal és mondott le trónigényéről, a címzetes királynak kikiáltott Mihály herceg pedig Anto Gvozdenović régensségének lejártával, 1929-ben tette ugyanezt.

## Fordítás
- Ez a szócikk részben vagy egészben  a   Milena of Montenegro című angol Wikipédia-szócikk ezen változatának fordításán alapul.  Az eredeti cikk szerkesztőit annak laptörténete sorolja fel. Ez a jelzés csupán a megfogalmazás eredetét és a szerzői jogokat jelzi, nem szolgál a cikkben szereplő információk forrásmegjelöléseként.